# Дамсте, Питер Хельберт
Питер Хельберт Дамсте (нидерл. Pieter Helbert Damsté; 10 августа 1860, Вилсум, Оверэйссел — 5 февраля 1943, Утрехт) — нидерландский филолог. Антиковед. педагог, профессор латинского языка и литературы и римских древностей в Утрехтском университете, доктор наук (1885).

## Биография
Сын пастора. С 1879 по 1885 год обучался в Лейденском университете, ученик Кобета, под влиянием которого сосредоточился на исследованиях критики латинских текстов.
В мае 1885 года получил докторскую степень, защитив диссертацию «Adversaria critica ad C. Valerii Flacci Argonautica». Некоторое время давал частные уроки, а также работал в Институте Шредера в Нордвейк-Биннене. В 1887 году учительствовал в Горинхеме, а два года спустя — в Лейдене.
С 1902 года работал профессором латинского языка и литературы и римских древностей в Утрехтском университете.
Дамсте отлично знал латынь и любил её почти так же, как свой родной язык. Писал на нём стихи и бегло на нём говорил.

## Избранная библиография
- 1885	Adversaria Critica ad Valerii Flacci Argonautica (диссертация).
- 1886	Handboek voor Nederlandsche Roeisport (в соавт.).
- 1892	Sallustius, Bellum Iugurthinum (Leiden).
- 1893	Bijdrage in het Kontos-Album.
- 1893	Sallustius, Bellum Catilinae (Leiden).
- 1897	Curtius Rufus (Groningen).
- 1900	Bijdrage in Fr. Netschers' Jaarboek.
- 1906	Uitgave van Limburg Brouwer’s ‘Een Ezel’ enz.
- 1908	Mutare apud Statium .
- 1910	De Roeisport .
- 1911	School en Sport (Utrecht).
- 1914	Inleiding tot Brinkgreve’s Achilleïs-uitgave.
- 1921	Sallustius, Bellum Catilinae, 2e dr. (Leiden).
- 1921	Gedenkboek Nederl. Studenten Roeibond.
- 1925	Inleiding op Mr. Scheuer’s vertaling van Vergilius Bucol. en Georg.
- 1926	In Memoriam J.J. Hartman.
- 1930	Mijn eerste bezoek aan Triton